# Левел Парк-Оук Парк (Мичиген)
Левел Парк-Оук Парк (енгл. Level Park-Oak Park) насељено је место без административног статуса у америчкој савезној држави Мичиген.

## Демографија
По попису из 2010. године број становника је 3.409, што је 196 (-5,4%) становника мање него 2000. године.
| Група             | 2000.         | 2010.         |
| Белци             | 3.282 (91,0%) | 3.028 (88,8%) |
| Афроамериканци    | 157 (4,4%)    | 148 (4,3%)    |
| Азијати           | 21 (0,6%)     | 25 (0,7%)     |
| Хиспаноамериканци | 63 (1,7%)     | 92 (2,7%)     |
| Укупно            | 3.605         | 3.409         |